# Palisade (Colorado)
Palisade è un centro abitato (town) degli Stati Uniti d'America, situato nella contea di Mesa dello Stato del Colorado. Nel censimento del 2000 la popolazione era di 2.579 abitanti.

## Geografia fisica
Secondo i rilevamenti dell'United States Census Bureau, Palisade si estende su una superficie di 2,8 km².